# Portrait of an American Family
《Portrait of an American Family》는 미국의 록 밴드 마릴린 맨슨의 데뷔 앨범이다. 프로듀서는 마릴린 맨슨을 발굴했던 트렌트 레즈너(나인 인치 네일스)가 맡았으며 이 앨범을 발표하기 전에 제작했었던 《The Manson Family Album》이라는 데모 앨범에서 대부분의 수록곡을 가져와 편곡과 수정을 거쳐 수록했다.

## The Manson Family Album
이 앨범은 1993년에 제작만 되었을 뿐, 발매된 적은 없는 데모 앨범이다.
1. Snakes Eyes and Sissies - 5:09
2. Snakes Eyes and Sissies (Single mix edit) - 3:57
3. Lunchbox - 4:26
4. Get Your Gunn - 4:04
5. Cyclops - 3:41
6. Citronella (Dogma) - 3:18
7. Cake and Sodomy - 3:52
8. Filth - 4:31
9. Sweet Tooth - 4:41
10. Organ Grinder - 5:04
11. My Monkey - 4:52
12. Misery Machine - 4:54
13. Dope Hat - 4:27

참여
- 마릴린 맨슨 – 보컬, 프로듀서
- 데이지 버코위츠(Daisy Berkowitz) – 기타
- 마돈나 웨인 게이시(Madonna Wayne Gacy) – 건반 악기, 루프, 샘플링
- 기젯 게인(Gidget Gein) – 베이스 기타
- 사라 리 루카스(Sara Lee Lucas) – 베이스 기타, 소리 효과
- Robert Pierce(어린이) - 보컬(11)
- Roli Mosimann - 프로듀서

## 수록곡
| #            | 제목                          | 작사         | 작곡                            | 재생 시간 |
| ------------ | ----------------------------- | ------------ | ------------------------------- | --------- |
| 1.           | 〈Prelude〉 (The Family Trip) |              | 마릴린 맨슨, 마돈나 웨인 게이시 | 1:22      |
| 2.           | 〈Cake and Sodomy〉           | 맨슨         | 데이지 버코위츠                 | 3:53      |
| 3.           | 〈Lunchbox〉                  | 맨슨         | 버코위츠, 기젯 게인             | 4:34      |
| 4.           | 〈Organ Grinder〉             | 맨슨         | 게인, 버코위츠                  | 4:22      |
| 5.           | 〈Cyclops〉                   | 맨슨         | 버코위츠, 게인, 게이시          | 3:32      |
| 6.           | 〈Dope Hat〉                  | 맨슨         | 맨슨, 버코위츠, 게이시          | 4:20      |
| 7.           | 〈Get Your Gunn〉             | 맨슨         | 버코위츠, 게인                  | 3:17      |
| 8.           | 〈Wrapped in Plastic〉        | 맨슨         | 버코위츠                        | 5:35      |
| 9.           | 〈Dogma〉                     | 맨슨         | 버코위츠                        | 3:26      |
| 10.          | 〈Sweet Tooth〉               | 맨슨         | 게이시, 게인                    | 5:03      |
| 11.          | 〈Snake Eyes and Sissies〉    | 맨슨         | 게이시, 버코위츠, 게인          | 4:07      |
| 12.          | 〈My Monkey〉                 | 맨슨         | 버코위츠                        | 4:31      |
| 13.          | 〈Misery Machine〉            | 맨슨         | 게인, 버코위츠, 게이시          | 13:09     |
| 총 재생 시간 | 총 재생 시간                  | 총 재생 시간 | 총 재생 시간                    | 61:05     |

- 90년대 대한민국에서 라이센스로 발매된 앨범의 경우에는 〈Dope Hat〉이 심의를 통과하지 못하여 아예 삭제된 채 12트랙으로 발매되었다.

## 참여
이 목록은 해당 앨범의 부클릿에서 발췌하였다.
| 마릴린 맨슨 - 마릴린 맨슨 - 프로듀서, 리드 보컬, 목소리 조작, 랩, 루프, 브라스, 아트워크, 백워드 마스킹, 커버의 가족 인형 제작 - 마돈나 웨인 게이시 - 해먼드 오르간 - 트위기 라미레즈(Twiggy Ramirez) - 베이스 기타 - 데이지 버코위츠 - 기타 - 사라 리 루카스 - 드럼, 사운드 효과 세션 - Robert Pierce(6세) - 어린이 목소리(3, 12) - Hope Nichols - 백 보컬/citronella(6), 색소폰(7) - Mellisa(19세) - violation(8) - Charlie Clouser - 드럼(10) | 스탭 - 트렌트 레즈너 - 프로듀서, 이그제큐티브 프로듀서, 기타, 브라스, 믹싱, 디지털 에디트, 프로그래밍 - Sean Beavan - 프로듀싱 보조, 믹싱, 브라스, 디지털 에디트, 프로그래밍 - Alan Moulder - 프로듀싱 보조, 기술, 믹싱 - Roli Mosimann - 기술 - Brian Pollack, Marc Gruber, 크리스 브레나, Barry Goldberg, Brian Scheuble - 보조 기술 - Marc Freegard - 믹싱 - Charlie Clouser - 디지털 에디트, 프로그래밍 - Tom Baker(Future Disc) - 마스터링 - Robin Perine - 인형 사진 - Jeffrey Weiss - 사진 - Gary Talpas - 패키지 - Frank Callari, John Tovar - 매니지먼트 |